# Charlotte de Saxe-Altenbourg
 (août 2018).
Si vous disposez d'ouvrages ou d'articles de référence ou si vous connaissez des sites web de qualité traitant du thème abordé ici, merci de compléter l'article en donnant les références utiles à sa vérifiabilité et en les liant à la section « Notes et références ».
Charlotte Agnès de Saxe-Altenbourg (4 mars 1899-16 février 1989), (en allemand : Charlotte Agnes Ernestine Augusta Bathildis Marie Therese Adolfine von Sachsen-Altenburg) est le premier enfant de Ernest II, dernier duc régnant de Saxe-Altenbourg et d'Adélaïde de Schaumbourg-Lippe.

## Biographie

### Mariage et descendance
Le 11 juillet 1919, elle épouse Sigismond de Prusse (1896-1978) avec qui elle a deux enfants :
- princesse Barbara Irene Adelheid Viktoria Elisabeth Bathildis de Prusse (2 août 1920 à Hemmelmark - 31 mai 1994 à Eckernförde) mariée le 5 juillet 1954 à Glücksburg avec Christian-Louis de Mecklembourg-Schwerin (29 septembre 1912 - 18 juillet 1996), dont :
  - duchesse Donata de Mecklembourg-Schwerin (née le 11 mars 1956 à Kiel) marié le 14 août 1987 avec Alexander von Solodkoff (né en 1951 à Cologne), dont :
    - Thyra von Solodkoff (née le 12 octobre 1989 à Londres)
    - Alix von Solodkoff (née le 17 mars 1992 à Londres)
    - Niklot-Alexis von Solodkoff (né le 8 décembre 1994 à Londres)

  - duchesse Edwina de Mecklembourg-Schwerin (née le 25 septembre 1960 à Kiel) mariée le 20 septembre 1995 avec Konrad von Posern (né le 24 juillet 1964 à Innsbruck), dont :
    - Leopold Bernhard Georg Maria von Posern (né le 22 février 1996 à Eckernförde)
    - Friedrich Christian Fabian Maria von Posern (né le 14 juin 1997 à Eckernförde)
    - Ferdinand Johann Albrecht Maria von Posern (né le 19 juin 1999 à Eckernförde)
- prince Alfred Friedrich Ernst Heinrich Conrad de Prusse (17 août 1924 - 5 juin 2013) marié le 15 décembre 1984 avec Maritza Farkas (6 août 1929 - 1 novembre 1996) : sans postérité.